# Brian Crozier

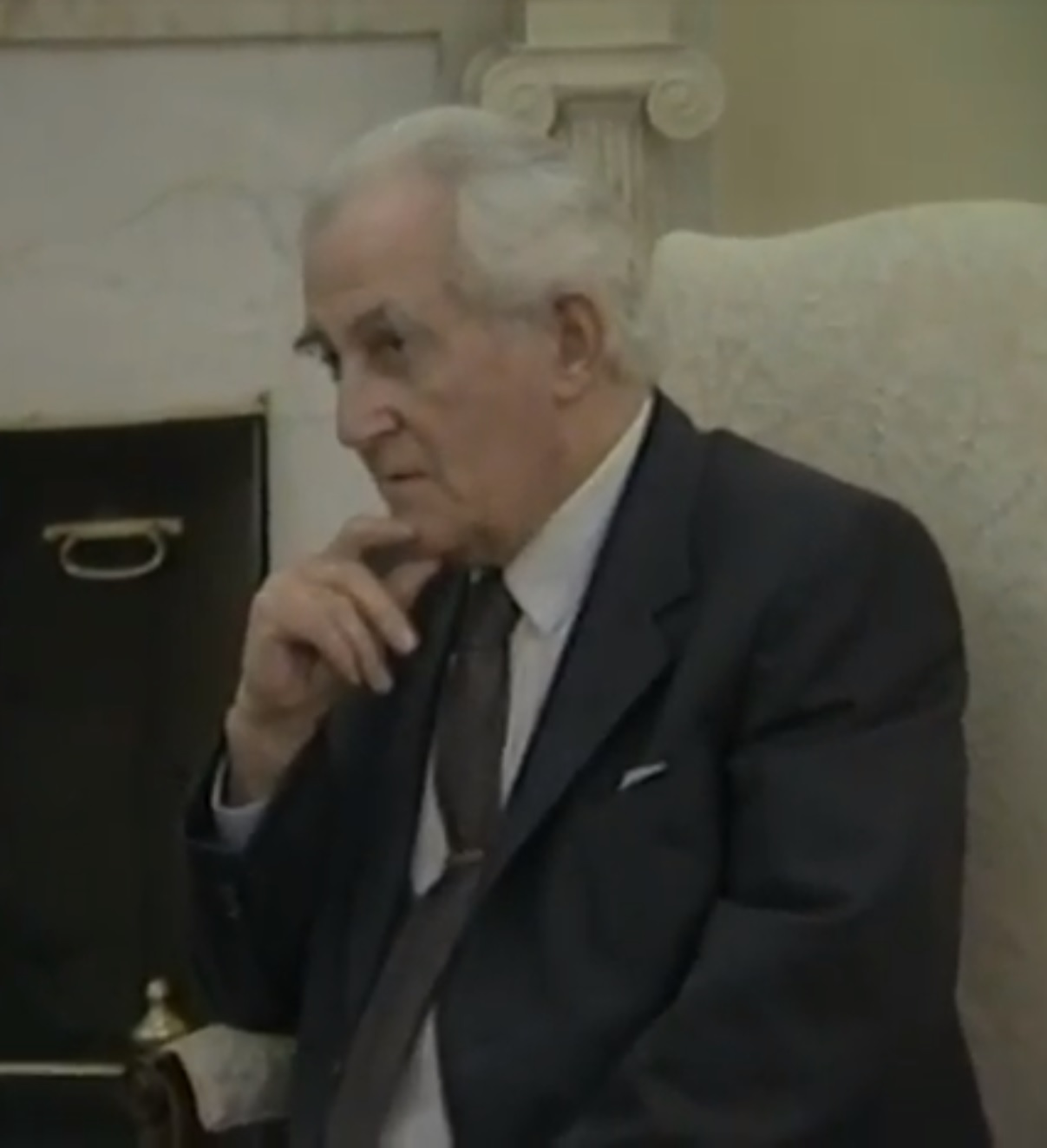
Brian Crozier bei einem Termin mit US-Präsident Reagan im Oval Office im Mai 1985

Brian Rossiter Crozier (* 4. August 1918 in Kuridala, Cloncurry Shire, Queensland; † 4. August 2012) war ein Journalist, der in der Nachkriegszeit über antikoloniale Rebellion, Krieg und Terrorismus berichtete.

## Leben

### Kindheit und Jugend
Crozier wurde 1918 in einem kleinen Dorf in Australien geboren, wo sein Vater als Bergbauingenieur arbeitete. Die Familie emigrierte 1923 nach England, ging wegen Brians schwacher Gesundheit aber gleich weiter nach Frankreich und kam 1930 zurück nach England. Er besuchte das College in Peterborough und erhielt ein Stipendium, um Piano und Komposition am Trinity College of Music in London zu studieren. Während seiner Studienzeit dort begann er, Artikel über Musik und Kunst zu schreiben.
Vor Ausbruch des Zweiten Weltkriegs sympathisierte Crozier mit dem Kommunismus. Er lernte zahlreiche Kommunisten kennen und war von ihrer Prinzipientreue beeindruckt.

### 1936–1964: Journalist
Nachdem er für englische Lokalzeitungen geschrieben hatte, wurde Crozier 1943 Teil der Londoner Niederlassung von Reuters. Ein Jahr darauf wechselte er als Redakteur zum News Chronicle. Von 1948 bis 1951 lebte er in Australien und war Redakteur für den Sydney Morning Herald. Anschließend war er in Südostasien als Auslandskorrespondent für Reuters bzw. die Australian Associated Press tätig. Aus Indonesien, Singapur und Vietnam berichtete Crozier über den Indochinakrieg und die Malayan Emergency.
Nach Ende des Indochinakriegs kehrte Crozier in das Vereinigte Königreich zurück. 1954 wurde er Redakteur für Auslandsberichte und leitender Autor beim Economist. In dieser Funktion edierte er den „Foreign Report“, eine Zusammenstellung unbestätigter Meldungen aus aller Welt. In diesem Verlagshaus arbeitete Crozier bis 1964; parallel war er zweimal wöchentlich als französisch- und spanischsprachiger Kommentator für den BBC Overseas Service tätig.
Bereits 1952/53 hatte Crozier in Südostasien erste Kontakte in britischen und französischen Geheimdienstkreisen geknüpft. Nach seiner Rückkehr nach London konnte er diese Kontakte ausweiten. In seinen Memoiren hält Crozier fest, er habe diese Kontakte zu diesem Zeitpunkt rein als nützliche Quellen für journalistische Scoops und Hintergrundgespräche angesehen. Besonders für den „Foreign Report“ griff Crozier auf Geheimdienstquellen zurück, durchschnittlich 20 bis 30 Prozent der Meldungen basierten etwa auf Informationen aus dem IRD des britischen Außenministeriums.
In dieser Zeit schrieb Crozier erste Artikel und Bücher über Terrorismus und Aufstandsbekämpfung. Diese hatten starken Einfluss auf die Terrorismusforschung. Im Artikel 'The Anatomy of Terrorism’ (1959) für The Nation beschrieb er Terrorismus als ersten Schritt des Widerstands – der zweite Schritt sei der Guerillakrieg, der dritte ein konventioneller Krieg. Der Artikel diskutiert antikoloniale Aufstände in Algerien, Vietnam, Malaya, Zypern, Iran, Palästina und am Suezkanal. Sein Buch The Rebels (1960) und viele seiner damaliger Werke behandeln ähnliche Themen.

### 1964–1974: Direktor des Forum World Features
Der US-amerikanische Botschafter im Vereinigten Königreich 1957–1961, John Hay Whitney, lud Crozier wiederholt zu Mahlzeiten im kleinen Kreise ein – Crozier erinnert sich in seiner Autobiografie, einer der „wenigen privilegierten Journalisten“ mit Einladung gewesen zu sein. Whitney übernahm nach Ende seiner Amtszeit als Botschafter 1961 die Zeitung New York Herald Tribune und besaß über eine Firmenkonstruktion das britische Forum World Features (FWF). Nach seinem Abschied beim Economist wurde Brian Crozier 1965 Direktor dieser Organisation, die aus den Presseservices des Kongress für kulturelle Freiheit (CCF) hervorgegangen war.
Die Organisation fungierte als kommerzielle Nachrichtenagentur, die Artikel von verschiedenen Journalisten kaufte und an englischsprachige Zeitungen in der ganzen Welt weiterverkaufte. Einige wenige dieser Artikel sollen darauf ausgerichtet gewesen sein, die US-amerikanische Intervention im Vietnam positiv darzustellen. Zudem begann man, das Journal Conflict Studies herauszugeben. 1970 wurde dies an die Tochterunternehmung Institute for the Study of Conflict (ISC) ausgelagert.
1964 nahm Crozier zudem ein Angebot des Information Research Department (IRD) des britischen Außenministeriums an und hatte eine Teilzeit-Beratungstätigkeit in dieser Abteilung inne. Im Dezember 1968 behauptete die russische Zeitung Iswestija, Crozier sei Mitglied eines britischen Geheimdienstes.
Am 30. Juni 1974 zog sich Crozier als Präsident des FWF zurück, sein Nachfolger wurde Iain Hamilton.
1975 tauchten in westlichen Medien erste Gerüchte auf, dass die CIA Journalisten zur Spionage und für Propaganda benutzt habe. Im April 1975 stießen britische Journalisten des TV-Programms „World in Action“ auf ein Memo aus dem Mai 1968, das eine „operative Zusammenfassung“ der Tätigkeiten des FWF für den damaligen CIA-Direktor Richard Helms lieferte. Im Memo wurde behauptet, das FWF würde von der CIA „mit dem Wissen und der Kooperation der britischen Geheimdienste“ betrieben. Der Chefredakteur von „World in Action“ befand, dass das Memo zu sensibel für eine Behandlung im Fernsehen war und gab die Rechercheergebnisse an das Londoner Wochenmagazin Time Out weiter. Von dort kam die Information in die Redaktionen des Guardian, der Irish Times und der Washington Post. Als das Church Committee wenig später den Einfluss der CIA auf Journalisten und Medien untersuchte, war das FWF bereits seit Juli 1975 geschlossen. Crozier beschuldigte die Journalisten von Time Out, Teil einer Verschwörung zu sein und gestohlene Unterlagen aus dem ISC zu verwenden.
Im Dezember 1976 berichtete der Guardian in einem Artikel über Details der Verbindungen der CIA zum FWF. Daraufhin wurde am 31. Dezember 1976 im Guardian ein Statement von Brian Crozier veröffentlicht, das Teile seines Briefverkehrs enthielt. Crozier betonte, 1965 mehrmals gegen die Aufforderungen des CCF, bestimmte Artikel zu verwenden, protestiert zu haben. Nachdem er gedroht habe, zurückzutreten, sei ab 1966 kein Druck mehr auf ihn ausgeübt worden. Die Guardian-Autoren kommentierten, „es gibt keine Zweifel, dass Mr. Crozier unzufrieden mit der Rolle der CIA war“. Crozier stand in seiner Tätigkeit im Kontakt mit John Hunt und Michael Josselson vom CCF sowie mit den Financiers John Hay Whitney und Richard Scaife. In seinem Buch Free Agent (1993) schreibt Crozier, er habe in seinem Statement 1976 „nicht die ganze Wahrheit über die noch geheime Rolle der CIA“ geäußert.
Der südafrikanische Spitzel Gordon Winter, der zeitweise Autor für das FWF war, gibt an, gezielt Desinformationsartikel platziert zu haben, mit denen die CIA Einstellungen und Reaktionen von verschiedenen Regierungen abtesten wollte. Der Sachbuchautor und Geheimdienstexperte Brian Freemantle sieht in Forum World Features eine Covert-Aktivität der CIA. Laut dem Guardian standen zwei ehemalige CIA-Agenten hinter der Enttarnung des FWF.

### 1974–1989: Think-Tank und geheimdienstliche Projekte
1976 wurde Crozier Teil des geheimen Beraterkomitees „Shield“ für die Oppositionsführerin Margaret Thatcher. Das Komitee sollte Thatcher und ihr Schattenkabinett in sicherheitspolitischen Fragen briefen, es produzierte mehrere Strategiepapiere in Hinblick auf eine angestrebte künftige Tory-Regierung. Seine Hoffnungen, nach der gewonnenen Wahl 1979 ein enger Berater Thatchers zu werden, zerschlugen sich jedoch.
Crozier leitete bis 1979 das als Tochterunternehmung des FWF gegründeten Institute for the Study of Conflict (ISC). Dieses sollte ihm zufolge die „Irrtümer der 'Entspannung'“ aufdecken und „den Westen vor den Gefahren einer Politik der Illusion“ warnen. Er sah sich selber als Kämpfer gegen den Kommunismus.
Laut einem Porträt im  National Review war das ISC der erste private Think-Tank, der sich dem Studium des Terrorismus und der Subversion verschrieb. Unter Croziers Führung spezialisierte sich das Institut auf die Analyse der sowjetischen Strategien in Friedenszeiten. Die Analysen des ISC, inklusive des zehn Jahre lang herausgegebenen Annual of Power and Conflict, wurden in Militärcolleges im „Westen“ verwendet.
1979 wurde Crozier aus dem Institut hinausgedrängt; der Economist beschrieb die Ereignisse später als „Palastcoup“. 1976 war Louis Le Bailly nach seinem Ausscheiden als Generaldirektor für Intelligence aus dem Verteidigungsministerium Vizevorsitzender des Instituts geworden. Er soll sich beschwert haben, Croziers „persönlicher Kreuzzug gegen die bösen Mächte aus Russland“ würde die Reputation des Instituts negativ beeinflussen. Crozier sah seine Entfernung aus dem Institut als einen Versuch der britischen Regierung, dessen Kritik an der britischen Außenpolitik einzustellen und das Institut regierungsfreundlich aufzustellen.
1999 nannte Crozier einen anderen Grund für seinen Abschied: Sein Involvement in das Unternehmen „The 61“ habe den Entscheidern im Institut nicht gefallen. 1977 war Crozier in die Gründung dieses nachrichtendienstlichen Unternehmens im Privatsektor involviert gewesen. Es sollte nachrichtendienstliche Erkenntnisse in Bereichen liefern, in denen Regierungen nicht tätig werden durften, und Antisubversionsmaßnahmen in verschiedenen Ländern durchführen. Die Existenz dieses Unternehmens ist primär aus Croziers Memoiren Free Agent bekannt, Details bleiben vage. Der Guardian berichtete, dass „The 61“ von der CIA gegründet worden seien, daraufhin schrieb Crozier einen Brief an die Zeitung und gab an: „Der Großteil der finanziellen Mittel kam von reichen Personen und wenigen privaten Firmen. Der Anteil der CIA am Budget betrug in den 10 Jahren der Existenz nie mehr als 5 Prozent.“
1982 wurde durch den Spiegel publik gemacht, dass Crozier eine führende Rolle im konservativen außenpolitischen Forum Le Cercle innehatte. Der bayrische Nachrichtendienstmitarbeiter Hans Langemann hatte an Innenminister Tandler berichtet, der „militant-konservative“ Crozier habe im Vorjahr dem Kreis ein Papier vorgelegt, in dem er einen Regierungswechsel in Deutschland als Ziel angab. Langemann behauptete weiters, Crozier nutze seine Verbindungen zu Robert Moss, Fred Luchsinger und Gerhard Löwenthal für das Einstreuen medialer Propaganda.
1988 wurde Crozier im Guinness Book of World Records als jener Autor genannt, der die meisten Staatsoberhäupter interviewt hat – 58 Oberhäupter von 36 Ländern zwischen 1948 und 1985.

### Ruhestand
Als Crozier 1993 seine Memoiren Free Agent ankündigte, drohte ihm das Cabinet Office mit einer Klage, da das MI6 das Bekanntwerden von geheimen Informationen befürchtete. Crozier erwiderte, es gäbe einen Unterschied zwischen der „Sicherheit eines Geheimdienstes und der Staatssicherheit“.
Crozier trat wiederholt im Fernsehen als Experte auf, etwa zum Zerfall der Sowjetunion und zu Chiang Kai-shek. Er war Mitglied der Victims of Communism Memorial Foundation und Fellow an der Hoover Institution.

### Persönliches
Crozier war zweimal verheiratet; er hatte drei Töchter und einen Sohn. Crozier starb nach langer Krankheit an seinem 94. Geburtstag im August 2012.

## Ansichten und Standpunkte
Brian Crozier nannte wiederholt James Burnham und dessen Buch Die Machiavellisten. Verteidiger der Freiheit als prägend für seine politischen Ansichten. Er sei nach der Lektüre 1947 zum Anti-Kommunisten geworden und habe in den folgenden Jahren gegen den Kommunismus angeschrieben und gesprochen. Als Journalist sei er dem Berufsethos entsprechend ein passiver Beobachter gewesen. Ab 1958 sei er als Aktivist persönlich in den „Krieg der Nachrichtendienste“ verwickelt gewesen. Crozier betont, er habe „mit“ Nachrichtendiensten gearbeitet, nicht aber „für“ sie. Zu jeder Zeit sei er unabhängig geblieben und habe nur Aufgaben ausgeführt, die seinen eigenen Zielen entsprachen.
Crozier schrieb Artikel für verschiedene Zeitschriften, so 1981 für den „National Review“: „Prioritär ist es, SWAPO davor zu stoppen, in Namibia an die Macht zu kommen; wenn sie es tun, wird Südafrika total isoliert sein, und der Westen kann ohne Südafrikas Mineralien nicht überleben.(..)“
In Strategy of Survival 1978 schätzte er den Eurokommunismus nicht als Gefahr für die russische Macht ein, sondern „nur für unsere eigene“, „wir“ seien idiotisch tolerant gegenüber marxistischen Subversiven in Medien, Bildung und Industrie. Der Westen solle Südafrika, Chile, Iran und den Nahen Osten nicht ausgrenzen, sondern ihnen helfen, um eine Zusammenarbeit gegen die Sowjetunion zu ermöglichen.
1979 bezeichnete er das Parteiensystem und die Theorie der Demokratie im Westen als „absurd“ und „Fälschung“. Das wichtigste in einem gut geführten Staat sei die Möglichkeit, diesen vor Subversion zu schützen und für nationale Sicherheit zu sorgen. Ein gut geführter Staat lasse Gewerkschaften und Sozialsysteme nicht „aus dem Ruder laufen“.
1985 unterzeichnete er eine Petition an den US-Kongress, die Unterstützung für die Contras in Nicaragua zu verlängern.
In den frühen 1970ern soll Crozier einen Vortrag vor Armeeoffizieren gehalten haben, in dem er vor der Gefahr einer marxistisch-leninistischen Machtübernahme durch die regierende Labour Party warnte. In diesem Fall sei es die Verpflichtung des Militärs, zu intervenieren.  In seinen Memoiren schreibt Crozier, Großbritannien sei damals von der „subversiven Linke“ bedroht gewesen, die die „größten Gewerkschaften kontrollierten“ und im Begriff waren, „die Teilorganisationen der Labour zu übernehmen“.

## Publikationen

### Bücher
- Die Rebellen: Anatomie des Aufstands. List, München 1961 (amerikanisches Englisch: The Rebels: A Study of Postwar Insurrections. Boston 1960. Übersetzt von Richard Kaufmann).
- The Morning After: A Study of Independence. Methuen, London 1963.
- South East Asia in Turmoil. Penguin, London 1965.
- The Struggle for the Third World. Dufour Editions, Chester Springs 1966.
- Franco: Eine Biographie. Bechtle, München / Esslingen 1968 (englisch: Franco: A Biographical History. Boston 1967. Übersetzt von Christian Spiel).
- Masters of Power. Little, Brown, Boston 1969.
- Since Stalin: An Assessment of Communist Power. Coward-McCann, New York 1970.
- De Gaulle. Charles Scribner’s Sons, New York 1973.
- A Theory of Conflict. Charles Scribner’s Sons, New York 1974.
- The Man Who Lost China: The First Full Biography of Chiang Kai-shek. Charles Scribner’s Sons, New York 1976.
- Strategy of Survival. Temple Smith, London 1978.
- Die Stellvertreter-Streitkräfte der Sowjetunion. Naumann, Würzburg 1979 (englisch: The surrogate forces of the Soviet Union. London 1978. Übersetzt von A. R. H. Schneider).
- This War Called Peace, mit Drew Middleton und Jeremy Murray-Brown. Universe Books, 1985.
- The Gorbachev Phenomenon: Peace and the Secret War. Claridge Press, Großbritannien 1990.
- Free Agent: The Unseen War, 1941-1991.  HarperCollins, London 1993.
- The KGB Lawsuits. Claridge Press, Großbritannien 1995.
- The Rise and Fall of the Soviet Empire. Forum / National Review, Rocklin, Calif., 1999.
- The Other Brian Croziers. Claridge Press, Großbritannien 2002.
- Political Victory: The Elusive Prize of Military Wars. Transaction Publishers, New Jersey 2005.

### Beiträge zu Sammelwerken
- „South-East Asia“ (Chapter 6). In: Evan Luard (Hrsg.): The Cold War: A Reappraisal. Praeger, New York 1964, LCCN 64-025786 (archive.org).
- Der Spiegel: Confirmation from the East. In: James Goldsmith (Hrsg.): Counter Culture. Band 2, 1993, S. 99–105 (sirjamesgoldsmith.com [PDF]).

### Artikel
- The Diem Regime in Southern Vietnam. In: Far Eastern Survey. Band 24, Nr. 4, April 1955, S. 49–56, doi:10.2307/3023970.
- The International Situation in Indochina. In: Pacific Affairs. Band 29, Nr. 4, Dezember 1956, S. 309–323, JSTOR:3035143.
- Mit Gerard Mansell: France and Algeria. Diskussion im Chatham House vom 8. März 1960. In: International Affairs. Band 36, Nr. 3, Juli 1960, S. 310–321, doi:10.2307/2610008.
- Peking and the Laotian Crisis: An Interim Appraisal. In: China Quarterly. Nr. 7, Juli 1961, S. 128–137, JSTOR:763326.
- Indonesia: Retrospect and Prospect. In: World Today. Band 18, Nr. 7, Juli 1962, S. 295–304, JSTOR:40393419.
- Peking and the Laotian Crisis: A Further Appraisal. In: China Quarterly. Nr. 11, Juli 1962, S. 116–123, JSTOR:651454.
- The Communist Struggle for Power in Burma. In: World Today. Band 20, Nr. 3, März 1964, S. 105–112, JSTOR:40393589.
- The Struggle for the Third World. In: International Affairs. Band 40, Nr. 3, Juli 1964, S. 440–452, doi:10.2307/2610827.
- Latin America. In: Encounter. Band 24, Nr. 2, Februar 1965.
- The Study of Conflict. Institute for the Study of Conflict, 1967.
- Mit Leonid Vladimirov: The Conflict of Information: 'Detente', Freedom & Constraint. In: Conflict studies. Nr. 56. Institute for the Study of Conflict, 1975, ISBN 978-0-903366-27-4.
- Russia's Revolutionary Base. In: New Lugano Review. Band 2, Nr. 8–12, 1976 (google.com).
- My Pilgrimage to Kent (Connecticut). In: New Lugano Review. 11-12 Auflage. Nr. 2, 1976, S. 8–24 (google.com).
- Pour une bribe d'empire. In: Revue des Deux Mondes. April 1989, S. 249–253, JSTOR:44185802.
- Mit Helen Gregory: Creating 'A Lot on Her Hands'. In: Labour History. Nr. 85, November 2003, S. 89–101, doi:10.2307/27515929.

### Reports
- Mit James Camlin Beckett und Robert Moss: The Ulster Debate: Report of a Study Group of the Institute for the Study of Conflict. The Bodley Head for the Institute for the Study of Conflict, London 1972, ISBN 978-0-370-10389-1.

### Buchrezensionen
- Review of La Fin d'une guerre: Indochine 1954, by Jean Lacouture & Philippe Devillers. International Affairs, vol. 37, no. 2 (Apr. 1961), pp. 264–265. doi:10.2307/2611931.
- Review of Indonesia: A Profile, by Jeane S. Mintz. Pacific Affairs, vol. 35, no. 2 (Summer 1962), pp. 184–185. doi:10.2307/2753261.
- Review of The Story of Indonesia, by Louis Fischer; The Beginnings of the Indonesian-Dutch Negotiations and the Hoge Veluwe Talks, by Idrus Nasir Djajadiningrat. Pacific Affairs, vol. 35, no. 2 (Summer 1962), pp. 185–186. doi:10.2307/2753262.